# Phyllanthus orinocensis
Phyllanthus orinocensis là một loài thực vật có hoa trong họ Diệp hạ châu. Loài này được Steyerm. miêu tả khoa học đầu tiên năm 1952.